# 5177 Hugowolf
5177 Hugowolf (1989 AY6) là một tiểu hành tinh vành đai chính được phát hiện ngày 10 tháng 1 năm 1989 bởi Freimut Börngen ở Tautenburg.